# Craig King
Craig King, född 16 oktober 1991 i Chesterfield, England, är en skotsk fotbollsspelare som spelar för Buxton i NPL Premier Division, där han spelar som anfallare och alternativt som yttermittfältare.
King är en produkt av Leicester Citys akademi. År 2008 skrev han på för a-laget, ett år senare lånades han ut till Hereford United där han var ordinarie och spelade hela 26 matcher och gjorde 3 mål.
King har spelat två landskamper för det Skotska U-19 landslaget.